# HMS Sealion (S07)
Pour les autres navires du même nom, voir HMS Sealion.
Le HMS Sealion (pennant number : S07) est un sous-marin britannique de classe Porpoise de la Royal Navy.

## Conception
La classe Porpoise était la première classe de sous-marins opérationnels construits pour la Royal Navy après la fin de la Seconde Guerre mondiale. Ils ont été conçus pour tirer parti de l’expérience acquise en étudiant les sous-marins allemands Unterseeboot type XXI, ainsi que des expériences britanniques réalisées en temps de guerre avec le sous-marin HMS Seraph, qui a été modifié en améliorant son hydrodynamisme et en l’équipant de batteries plus grandes ,,.
Les sous-marins de la classe Porpoise mesuraient 88,47 m de longueur hors tout et 73,46 m entre perpendiculaires, avec un maître-bau de 8,08 m et un tirant d'eau de 5,56 m. Leur déplacement en surface était de 1590 tonnes en standard, et de 2007 tonnes à pleine charge. Il était de 2340 tonnes en immersion. Les machines servant à la propulsion se composaient de 2 générateurs diesel Admiralty Standard Range d’une puissance totale de 3680 chevaux-vapeur (2740 kW), qui pouvaient recharger les batteries du sous-marin ou entraîner directement les moteurs électriques. Ceux-ci étaient évalués à 6000 chevaux-vapeur (4500 kW) et entraînaient deux arbres d'hélice, ce qui donnait une vitesse de 12 nœuds (22 km/h) en surface et de 16 nœuds (30 km/h) en immersion,. Huit tubes lance-torpilles de 21 pouces (533 mm) ont été installés : six à l’avant et deux à l’arrière. Le navire pouvait transporter jusqu’à 30 torpilles. La dotation initiale étant composée de la torpille Mark 8 non guidée et de torpilles guidées Mark 20.

## Engagements
La quille du Sealion a été posée le 5 juin 1958 par Cammell Laird à leur chantier naval de Birkenhead. Il a été lancé le 31 décembre 1959 et terminé le 25 juillet 1961. Il s’est vu attribuer le Pennant number S07.
En 1963, le Sealion effectuait une opération de surveillance d’un exercice naval soviétique lorsqu’il a été détecté par des navires de guerre soviétiques et forcé de remonter à la surface. Entre 1976 et 1977, il est commandé par J. K. Boyle. Le Sealion a participé à la revue de la flotte au large de Spithead pour le jubilé d'argent de la reine en 1977, lorsqu’il faisait partie de la flottille sous-marine.
À la fin de 1986-1987, le Sealion a été déployé dans l’Atlantique Sud, effectuant des patrouilles à partir des îles Malouines avant de visiter le Chili et de revenir en Grande-Bretagne en passant par les Caraïbes. Il a été mis en vente en décembre 1987 et vendu au fonds d’éducation "Inter Action" pour les jeunes défavorisés du centre-ville, arrivant à Chatham le 22 juin 1988.
Il a été démoli en 1990.